# Camilo Gonsar
Camilo González Suárez-Llanos (Sarria, 1931), més conegut com a Camilo Gonsar és un escriptor gallec, membre de l'anomenada nova narrativa gallega de finals del segle xx.
Va estudiar el batxillerat en Vigo i va cursar les carreres de Filosofia i Dret en Madrid. Després de viure durant un temps en Londres, va ser professor de la Universitat de Syracusa, Nova York, i després professor de filosofia en un institut de secundària des de 1964 fins a la seva jubilació.

## Obra
- Lonxe de nós e dentro, 1961 (relats)
- Como calquera outro día, 1962 (novel·la)
- Cara a Times Square, 1980 (novel·la)
- A desfeita (semirreprotaxe), 1983 (novel·la; Premi de la Crítica de narrativa gallega)
- Cemento e outras escenas, 1994 (narrativa)
- Arredor do non, 1995 (narrativa)
- A noita da aurora, 2003 (novel·la)